# Schwarze Schlinger
Die Schwarzen Schlinger (Chiasmodontidae) sind räuberische, 3 bis 26 Zentimeter lange Tiefseefische, die in allen Ozeanen vorkommen.

## Merkmale
Das mit langen, aber nach hinten umklappbaren Zähnen besetzte Maul und der Magen sind extrem dehnbar, so dass Beutetiere verschluckt werden können, die größer sind als die Schwarzen Schlinger selbst. Prämaxillare und Maxillare sind länglich, schlank und distal fest verschmolzen. Das Prämaxillare ist an seiner Spitze dorsal erweitert. Auch das Palatinum ist bezahnt. Chiasmodontidae haben zwei getrennte Rückenflossen, die erste ist kurz, mit sieben oder acht flexiblen Hartstrahlen, die lange zweite Rückenflosse wird von 18 bis 29 segmentierten Weichstrahlen gestützt. Die Afterflosse hat einen Hart- und 17 bis 29 segmentierte Weichstrahlen. Die Anzahl der Wirbel liegt bei 33 bis 48. Die Gattung Pseudoscopelus verfügt über Leuchtorgane und wird manchmal in eine eigene Familie (Pseudoscopelidae) gestellt.

## Systematik
Die Chiasmodontidae sind mit Makrelen und Thunfischen verwandt und werden innerhalb der Gruppe der Barschverwandten (Percomorphaceae) den Scombriformes zugeordnet. Die Schwestergruppe der Chiasmodontidae ist eine aus den Amarsipidae und den Quadratschwänzen (Tetragonuridae) bestehende Klade.
Es gibt 4 Gattungen mit 32 Arten.
- Chiasmodon Johnson, 1864
  - Chiasmodon asper Melo, 2009
  - Chiasmodon braueri Weber, 1913
  - Chiasmodon harteli Melo, 2009

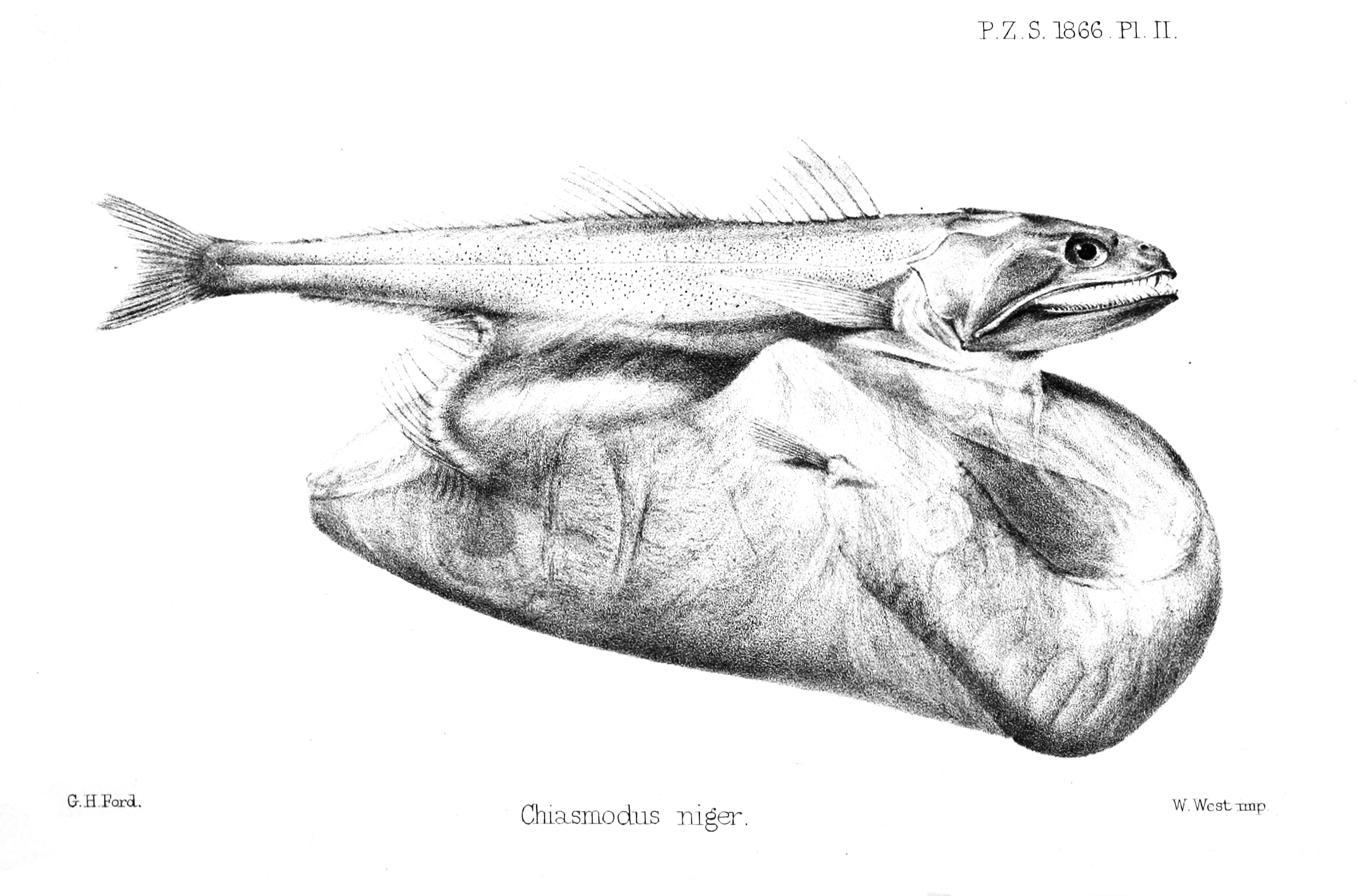
Chiasmodon niger mit verschlucktem Beutefisch

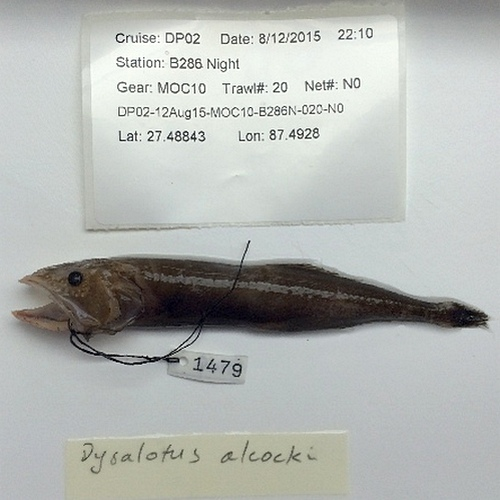
Dysalotus alcocki

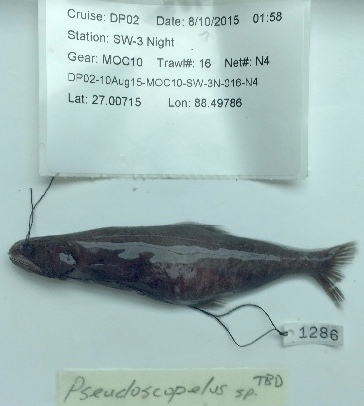
Pseudoscopelus scutatus

  - Chiasmodon microcephalus Norman, 1929.
  - Chiasmodon niger Johnson, 1864
  - Chaismodon pluriradiatus Parr, 1933
  - Chiasmodon subniger Garman, 1899
- Dysalotus MacGilchrist, 1905
  - Dysalotus alcocki MacGilchrist, 1905
  - Dysalotus oligoscolus Johnson & Cohen, 1974
  - Dysalotus pouliulii Melo, 2016
- Kali Lloyd, 1909
  - Kali colubrina Melo, 2008
  - Kali falx Melo, 2008
  - Kali indica Lloyd, 1909
  - Kali kerberti (Weber, 1913)
  - Kali macrodon (Norman, 1929)
  - Kali macrura (Parr, 1933)
  - Kali parri Johnson & Cohen, 1974
- Pseudoscopelus Lütken, 1892Pseudoscopelus scriptus

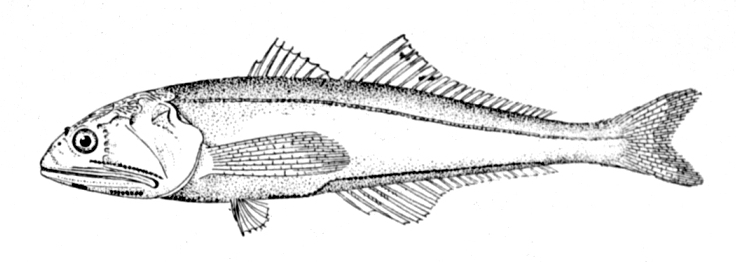
Pseudoscopelus scriptus

  - Pseudoscopelus altipinnis Parr, 1933
  - Pseudoscopelus aphos Prokofiev & Kukuev, 2005
  - Pseudoscopelus astronesthidens Prokofiev & Kukuev, 2006
  - Pseudoscopelus australis Prokofiev & Kukuev, 2006
  - Pseudoscopelus bothrorrhinos Melo, Walker & Klepadlo, 2007
  - Pseudoscopelus cephalus Fowler, 1934
  - Pseudoscopelus cordilluminatus Melo, 2010
  - Pseudoscopelus lavenbergi Melo, Walker & Klepadlo, 2007
  - Pseudoscopelus obtusifrons (Fowler, 1934)
  - Pseudoscopelus odontoglossum Melo, 2010
  - Pseudoscopelus parini Prokofiev & Kukuev, 2006
  - Pseudoscopelus paxtoni Melo, 2010
  - Pseudoscopelus sagamianus Tanaka, 1908
  - Pseudoscopelus scriptus Lütken, 1892
  - Pseudoscopelus scutatus Krefft, 1971